# Kurnat as-Saudá
Kurnat as-Saudá (arabsky القرنة السوداء‎, 3088 m n. m.) je hora v pohoří Libanon. Leží na území Libanonu v guvernorátu Severní Libanon na hranici okresů Minja-Danja a Baszarri. Jedná se o nejvyšší horu státu i celého pohoří. Vrchol hory je 6 měsíců v roce pokryt sněhem.